# Henry Kolarz
Henry Kolarz, auch Heinrich Rademacher (* 4. Februar 1927 in Berlin; † 12. Oktober 2001 in Hamburg) war ein deutscher Journalist, Schriftsteller und Drehbuchautor.

## Leben

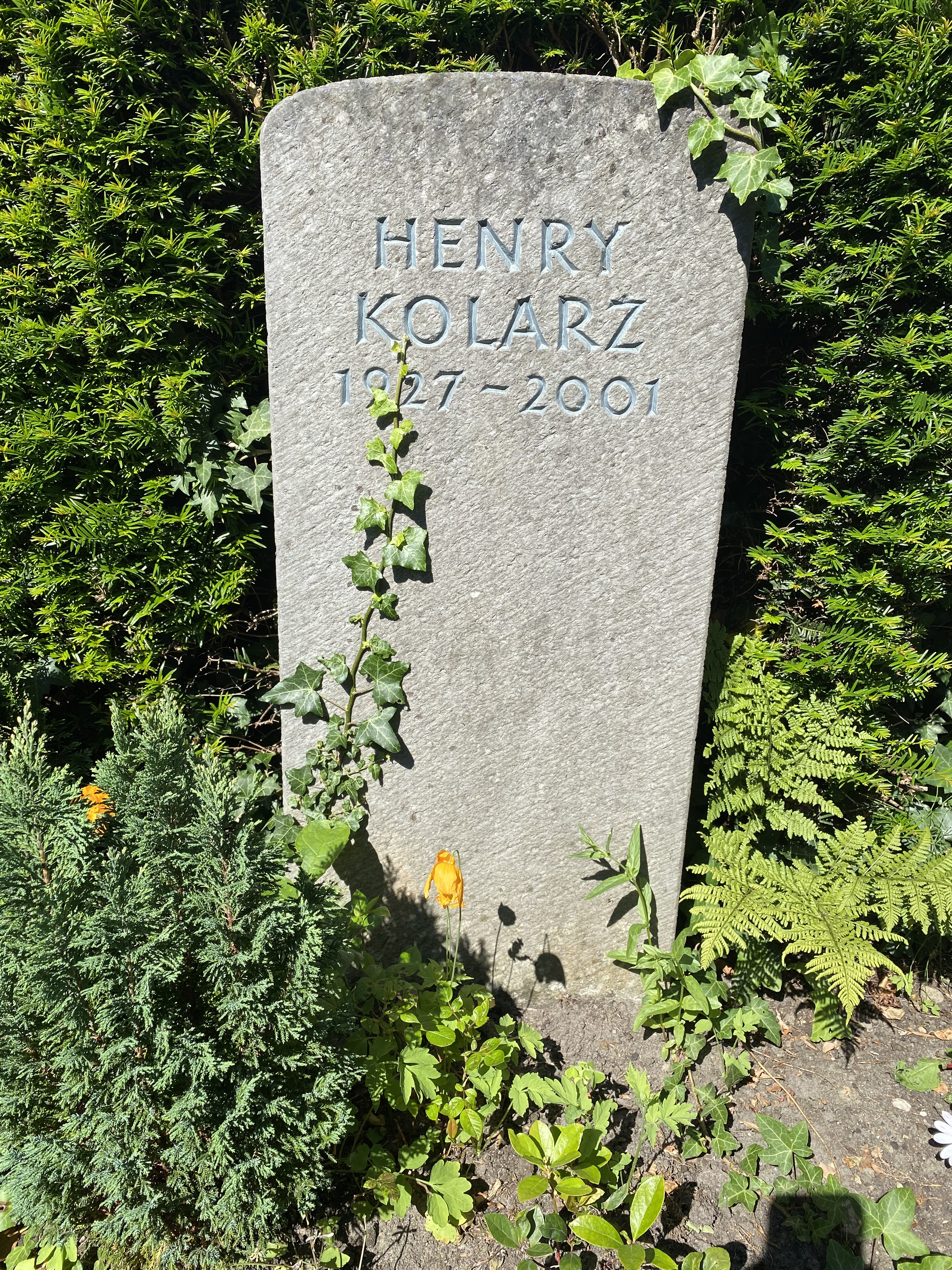
Grabstätte Henry Kolarz

Die Eltern Henry Kolarz’ waren russischer Abstammung. 1947 begann er seine berufliche Karriere als Journalist für verschiedene Illustrierten, unter anderem für den Stern, wobei er sich auf kriminalistische Themen spezialisierte. Einige seiner Reportagen arbeitete er zu Drehbüchern für das Fernsehen um, so 1972 Der Illegale mit Götz George in der Titelrolle oder 1974 Der Scheck heiligt die Mittel über Clifford Irving, den Fälscher der Howard-Hughes-Autobiografie. 
Seinen größten Erfolg hatte Kolarz bereits Mitte der 1960er-Jahre, als er auf der Grundlage seiner mehrteiligen Stern-Reportage Das Superding von 1964 das Drehbuch für den legendären Dreiteiler Die Gentlemen bitten zur Kasse über den Postzugraub vom 8. August 1963 schrieb. Anfang der 1970er-Jahre verfasste er auch das Drehbuch für den Zweiteiler Hoopers letzte Jagd, das eine Fortsetzung der Gentlemen darstellte. Nachdem sich der NDR aus rechtlichen Gründen gezwungen sah, das Drehbuch erheblich abändern zu lassen, zog Kolarz seinen Namen aus der Produktion zurück.
Mehrere Reportagen waren bereits in Buchform erschienen, als Kolarz 1977 mit Kalahari seinen ersten belletristischen Roman schrieb, der in 17 Sprachen übersetzt wurde und dem weitere mit Abenteuerelementen versehene Thriller folgten.
Henry Kolarz lebte zuletzt in Aumühle bei Hamburg. Seine letzte Ruhestätte fand er auf dem Friedhof Bernadottestraße in Hamburg-Ottensen. 

## Filmografie
- 1966: Die Gentlemen bitten zur Kasse
- 1966: Das Millionending
- 1969: Der Kidnapper
- 1972: Hoopers letzte Jagd (ursprüngliche Fassung)
- 1972: Der Illegale
- 1974: Der Tod der Schneevögel
- 1974: Der Scheck heiligt die Mittel
- 1975: Kleine Bank mit schlechten Noten
- 1975: Tatort – Wodka Bitter-Lemon
- 1977: Tatort – Finderlohn

## Veröffentlichungen
- 1960: Wenn Joseph nicht gesungen hätte
- 1961: Morgen bist du tot, Jimmy
- 1961: Nachts um vier wird nicht geklingelt
- 1963: Verwandte in Moskau
- 1964: Die Gentlemen bitten zur Kasse
- 1969: Der Tod der Schneevögel
- 1977: Kalahari, Verlag Krüger, Frankfurt am Main, ISBN 978-3-8105-1005-1
- 1980: Der Illegale, Verlag Moewig, München, ISBN 978-3-8118-6108-4
- 1981: Die roten Elefanten, Verlag Ullstein, Berlin, ISBN 978-3-550-06461-6
- 1981: Das große Ding, Verlag Moewig, München, ISBN 978-3-8118-2116-3
- 1983: Die Ehebrecher, Verlag Lübbe, Bergisch Gladbach, ISBN 978-3-7857-0348-9
- 1984: Morgen wirst du gegrillt, Jimmy, Verlag Moewig, Rastatt, ISBN 978-3-8118-2275-7
- 1987: Es begann auf Sylt, Verlag Lübbe, Bergisch Gladbach, ISBN 978-3-404-10841-1